# Amadis de Grèce

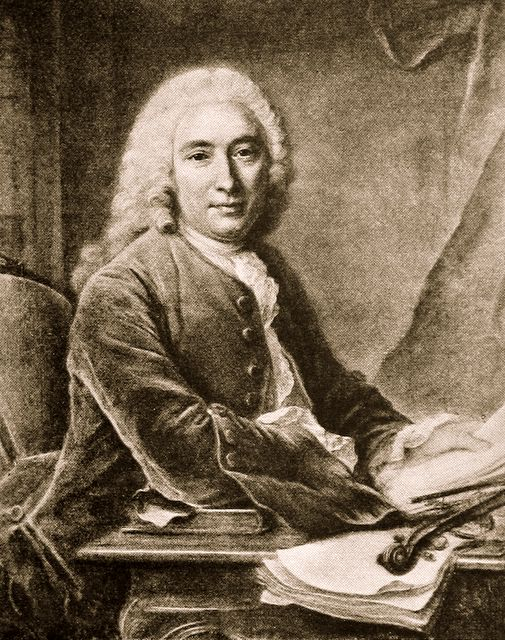
André Cardinal Destouches

Amadis de Grèce (en español, Amadis de Grecia) es una ópera compuesta por el compositor francés Cardenal de André de Destouches, fue primer actuado en el Académie Royale de Musique (la Ópera de París) el 26 de marzo de 1699. Está escrita en la forma de un tragédie en musique en un prólogo y cinco actos. El libretto, por Antoine Houdar de La Motte, está basado en el idilio medieval Amadis de Gaula. El texto estuvo adaptado para ópera seria Amadigi di Gaula de Handel (1715).

## Personajes

### Personajes principales

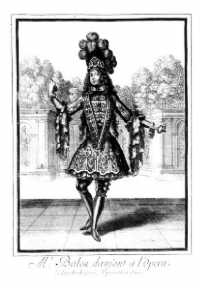
Amadis, personaje de la ópera Amadis de Grèce por André Cardenal Destouches.

| Personajes                       | Reparto del estreno |
| -------------------------------- | ------------------- |
| Amadis                           | Thévenard           |
| Zirpheus                         | Señorita Poussin    |
| Melissa                          | Francoise Journet   |
| Nicated                          | Señorita Moreau     |
| Príncipe de Thrace               | Dumesny             |
| La sombra del príncipe de Thrace | Dumesny             |

### Otros
- Un marinero joven
- Un encantador
- Un Caballero encantado
- Un Princesa encantada
- El dirigente de partido
- Dos Pastores

## Ensayos

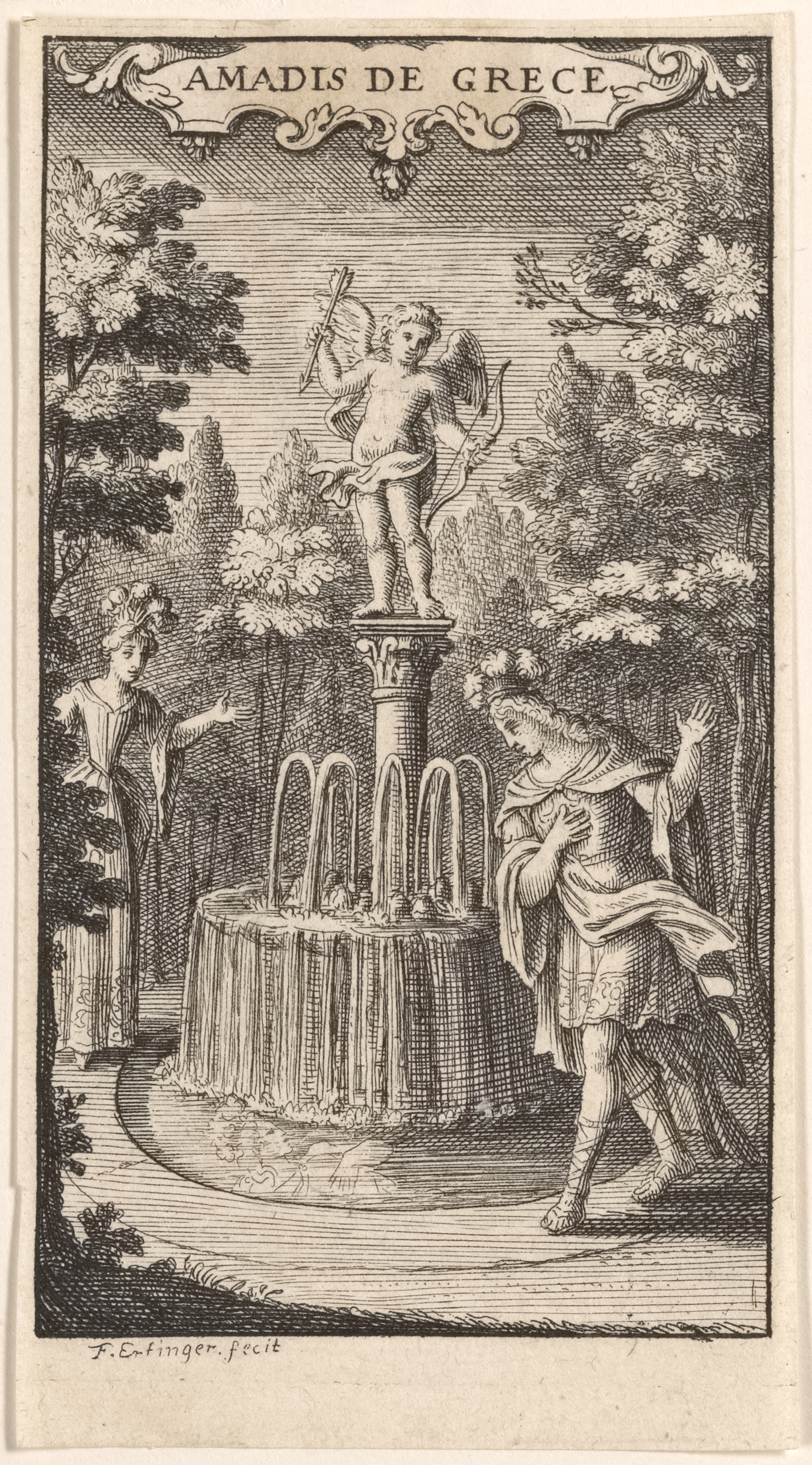
Una escena del Acto III de André Destouches ópera Amadis de Grèce. Amadis mira su reflexión en la fuente del verdadero amor; Melisse se observa a la izquierda.

Los ensayos ocurrieron en Fontainebleau, en octubre 17 y 24, también el 7 de noviembre de 1698. Aquí es lo que el Marquis de Dangeau documento en su diario:

### Viernes 17.º, en Fontainebleau[1]
"The king went to shoot. In the evening he heard in the chamber of Saint-Louis the repetition of a music made by Destouches for a new opera."

"El rey fue a disparar. Por la noche escuchó en la cámara de Saint-Louis la repetición de una música hecha por Destouches para una nueva ópera".

### Viernes, 24, en Fontainebleau[1]
"In the evening they repeated in the gallery des Cerfs half of the new opera made by Destouches."

"Por la noche repitieron en la galería des Cerfs la mitad de la nueva ópera hecha por Destouches".

### Viernes, 7, en Fontainebleau[1]
"In the evening, the last three acts of Destouches' new opera were repeated in the Galerie des Cerfs."

"Por la noche, los últimos tres actos de la nueva ópera de Destouches se repitieron en la Galerie des Cerfs".

## Primeras Actuaciones

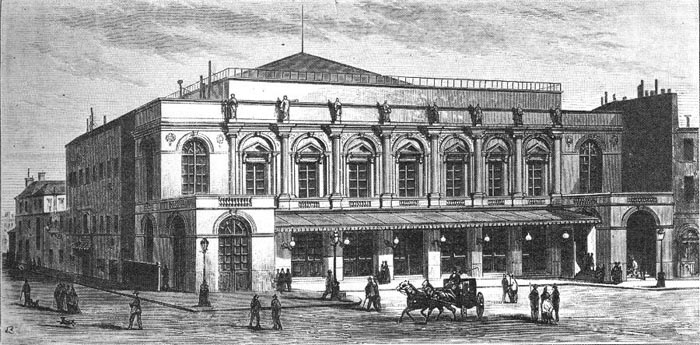
Opera de Paris,1873, sucesora de la Académie Royale de Musique, institución fundada en París por Luis XIV en 1669.

### Académie Royale de Musique en 1699
Amadis de Grèce fue estrenada en el Académie Royale de Musique en el 26 de marzo de 1699.

### Théâtre de la Monnaie en Bruselas en 1711
Amadis de Grèce estuvo actuado en el Théâtre de la Monnaie en Bruselas en 1711.

### Los conciertos de la reina en 1732
Amadis de Grèce se realizó durante los Conciertos de la Reina en marzo de 1732. El prólogo y el acto I se realizaron el 3 de marzo de 1732, luego los actos II y II el 5 de marzo, los actos IV y V el 10 de marzo.